# Ivașkivți, Nova Ușîțea
Ivașkivți (în ucraineană Івашківці) este o comună în raionul Nova Ușîțea, regiunea Hmelnîțkîi, Ucraina, formată numai din satul de reședință.

## Demografie
Componența lingvistică a comunei Ivașkivți
     Ucraineană (97,77%)
     Rusă (1,24%)
Conform recensământului din 2001, majoritatea populației comunei Ivașkivți era vorbitoare de ucraineană (97,77%), existând în minoritate și vorbitori de rusă (1,24%).